# Parc national des grottes de Carlsbad
Pour les articles homonymes, voir Carlsbad.
Le parc national de Carlsbad Caverns ou parc national des grottes de Carlsbad (en anglais : Carlsbad Caverns National Park ou CCNP) est un parc national aux États-Unis, situé dans les montagnes Guadalupe au sud-est du Nouveau-Mexique dans le comté d'Eddy. Le parc s'étend sur 189 km2 et comprend 83 grottes séparées dont la plus célèbre est celle de Carlsbad. La grotte de Lechuguilla compte parmi les grottes les plus profondes du pays (486,8 mètres). Dans la grotte de Carlsbad se trouve l'une des plus grandes salles souterraines. Créé en 1930, le parc est inscrit sur la liste du patrimoine mondial depuis le 6 décembre 1995. Le complexe de grottes est renommé pour être l'une des plus accessibles et les mieux préservées au monde. Carlsbad Caverns a attiré chaque année en moyenne 410 000 visiteurs de 2007 à 2016.

## Histoire
Il y a plus de 1 000 ans, les Indiens ont occupé les grottes et ont laissé des dessins sur les parois. Au XIXe siècle, les pionniers utilisèrent le guano des chauves-souris (Tadarida brasiliensis) pour fertiliser leurs champs. Un cow-boy nommé Jim White, passa son temps à explorer le réseau de galeries souterraines. Il prit des photographies de la grotte avec Ray V. Davis. Elles furent exposées à Carlsbad en 1915 et firent sensation. Les prises de vue, publiées en 1923 par le New York Times, suscitèrent un très grand intérêt, à tel point que le site fut classé Monument National la même année, et parc national sept ans plus tard, en 1930. L'exploration se poursuivit au cours du XXe siècle, avec la découverte de Guadalupe Room en 1966, de la Bifrost Room en 1982 et de la Chocolate High en 1993. Entre-temps, la grotte de Lechuguilla se révéla beaucoup plus profonde que ce que l'on pouvait imaginer, avec 489 mètres de profondeur, ce qui en fait une des plus grandes grottes du monde et une des plus profondes d'Amérique. La découverte du caractère spectaculaire de ses paysages souterrains fut un évènement remarquable dans le monde de la spéléologie et des scientifiques. L'étude des cavités de la région a montré qu'il s'agit de grottes karstiques dites hypogènes.

## Description
Le parc contient plus de 119 grottes. Deux entrées sont classées au Registre national des sites historiques. Les grottes abritent une colonie de plusieurs centaines de milliers de chauves-souris représentant 7 espèces.

### Grottes
Trois grottes sont ouvertes au public : Carlsbad Caverns, Slaughter Canyon Cave et Spider Cave. Parmi les salles les plus majestueuses, la Big Room, avec ses 1220 mètres de longueur, 191 mètres de largeur et 78 mètres de hauteur, est la plus grande des États-Unis et la septième au monde. La Green Lake Room comporte un lac vert, en raison de sa structure minérale en malachite. La Guadalupe Room abrite des fistuleuses. La colonne naturelle du Bicentenaire mesure 32 mètres de hauteur.

Grotte de Carlsbad
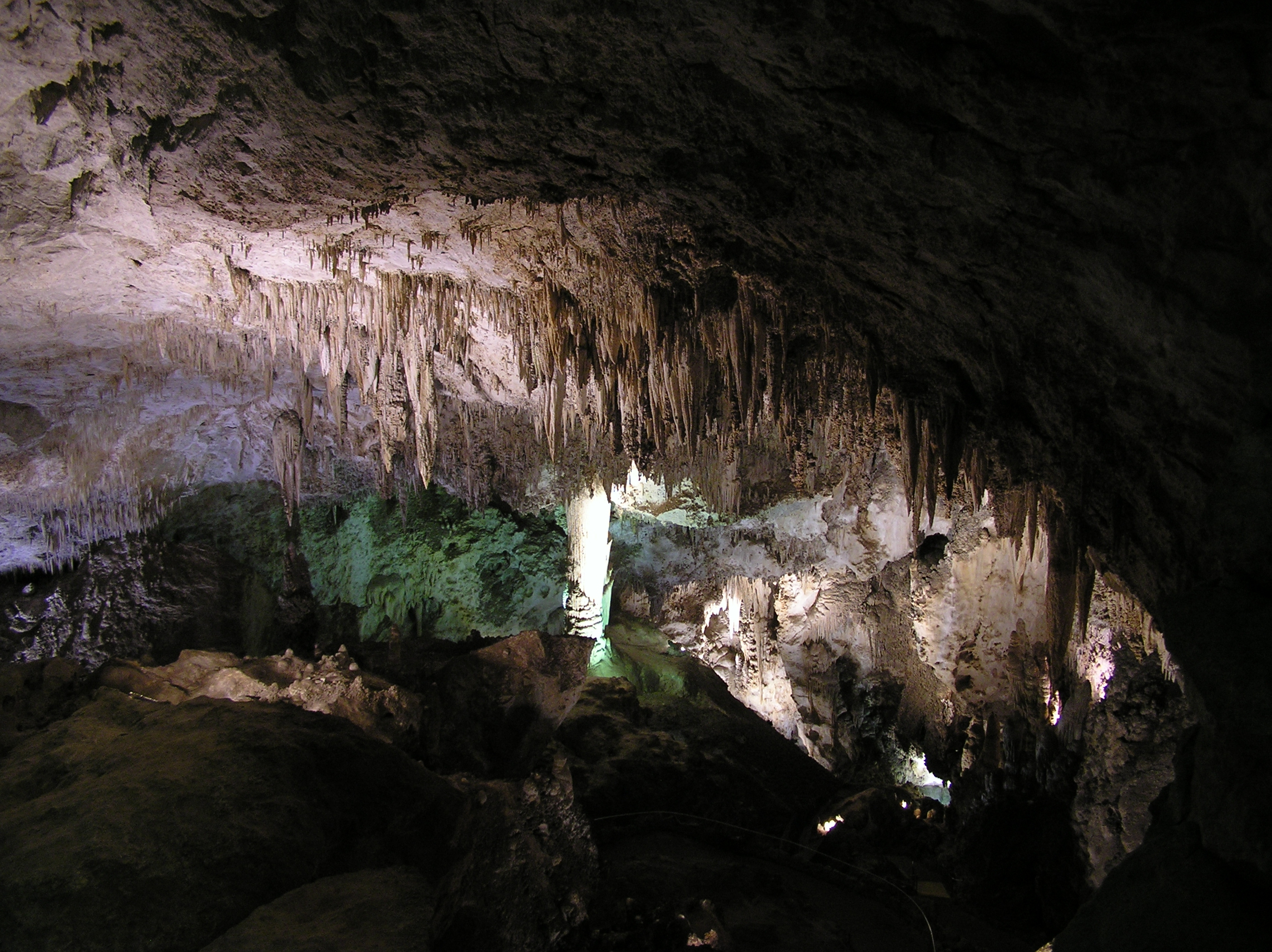
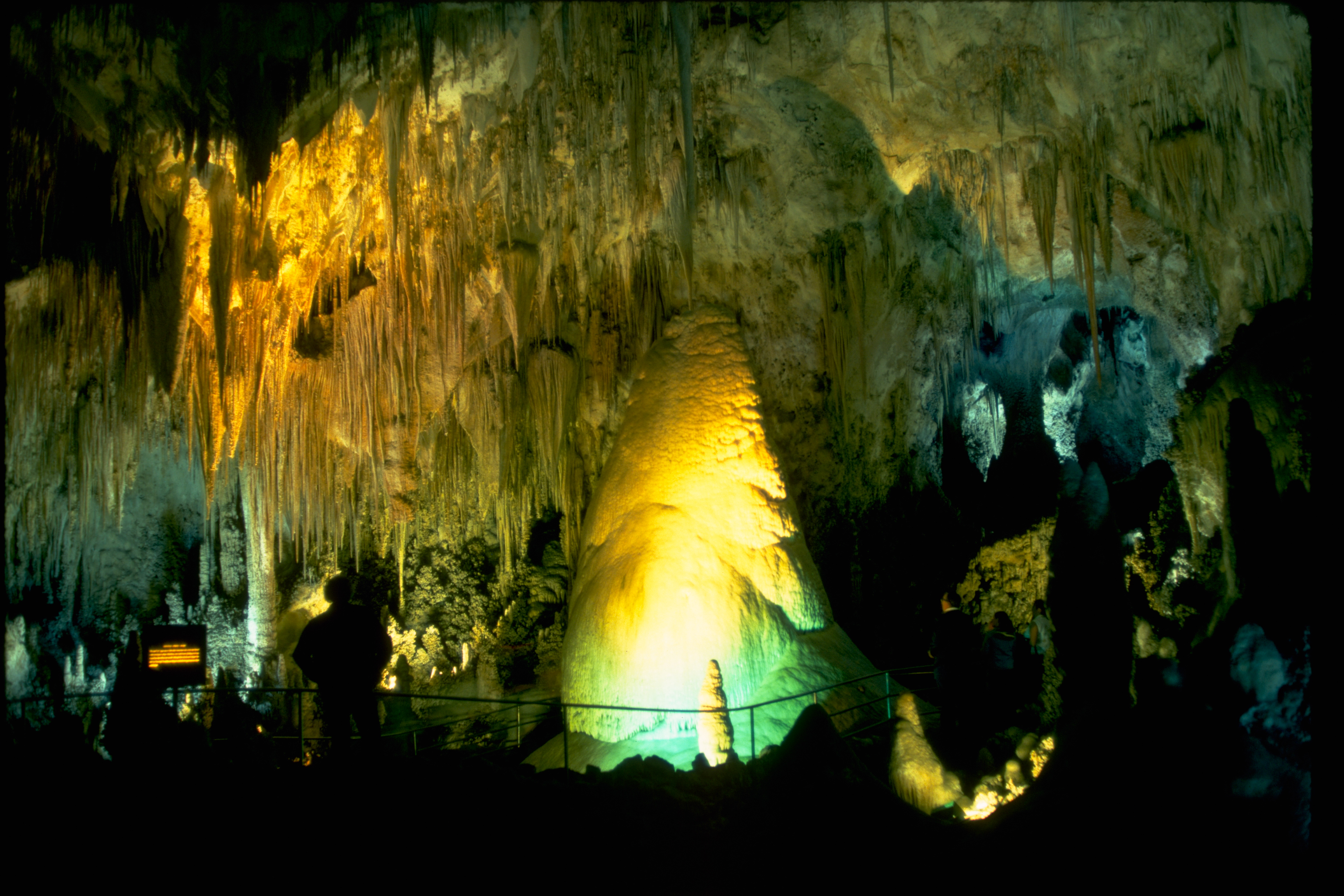
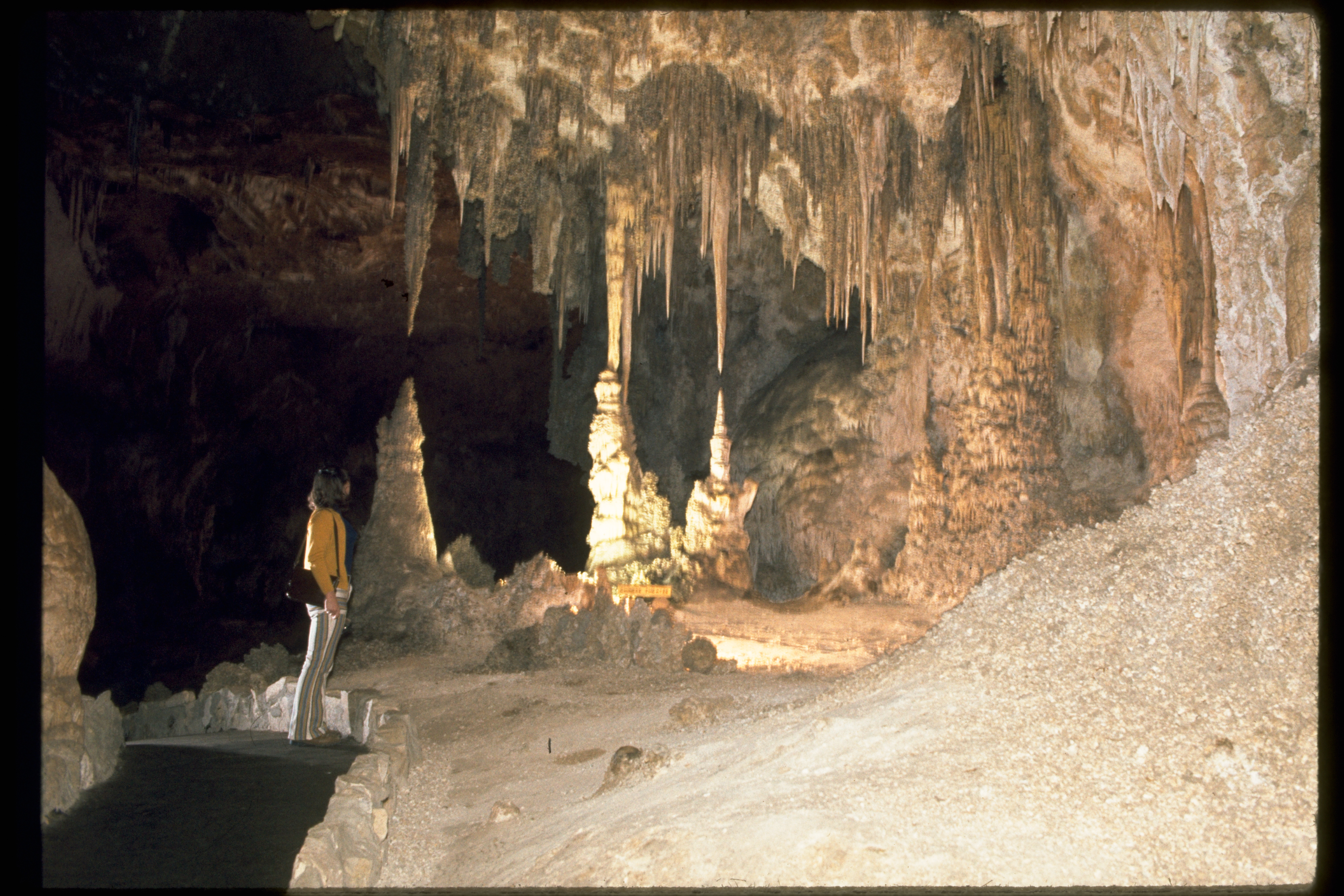
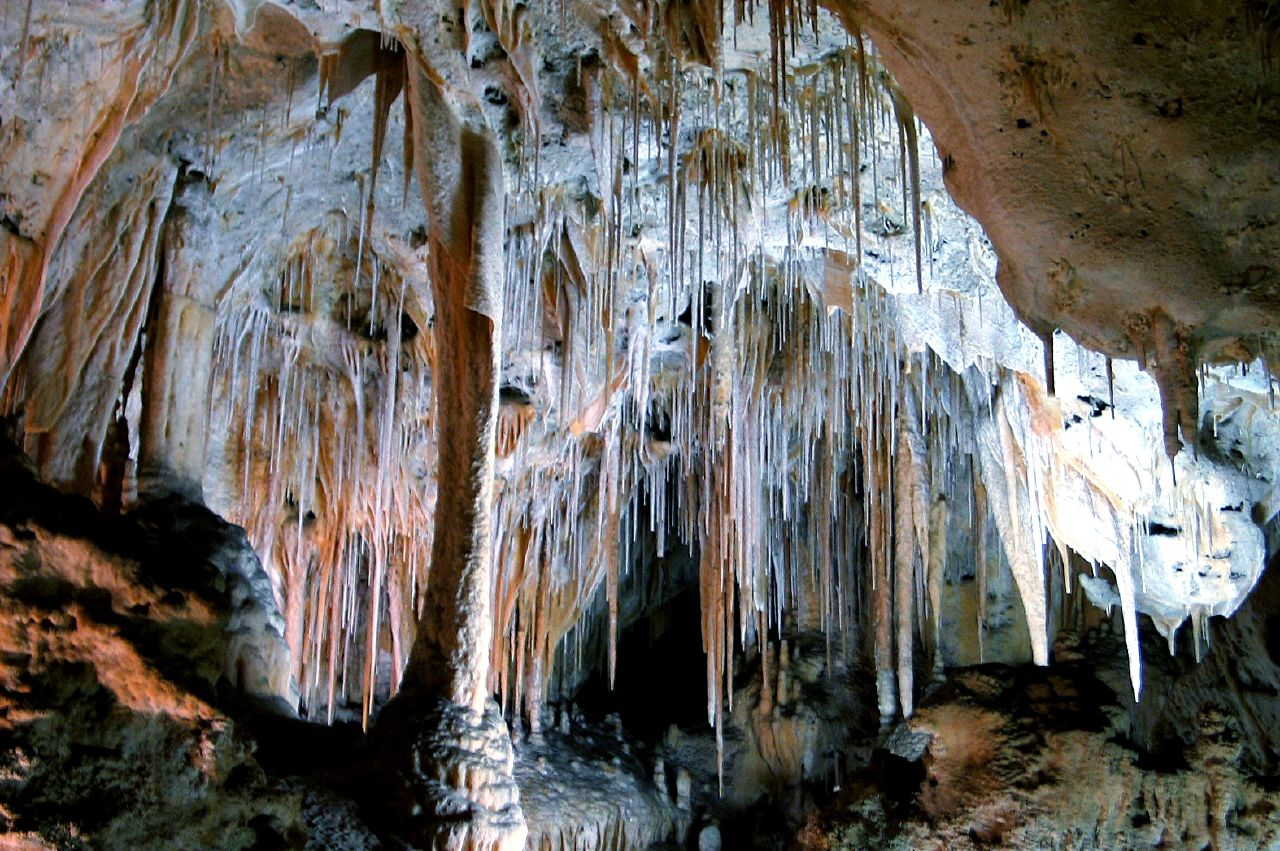

Grotte de Lechuguilla
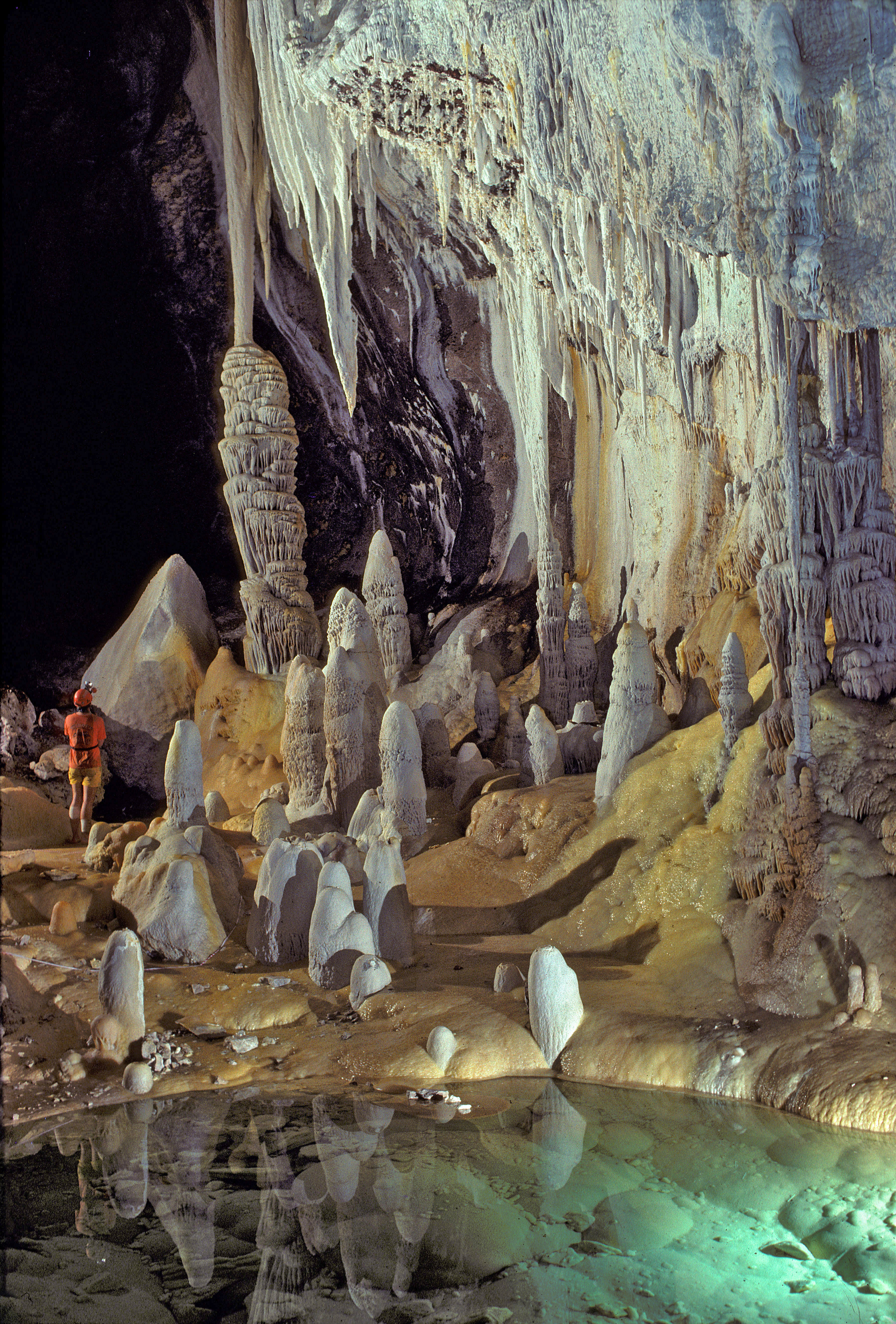
Site de Pearlsian Gulf.
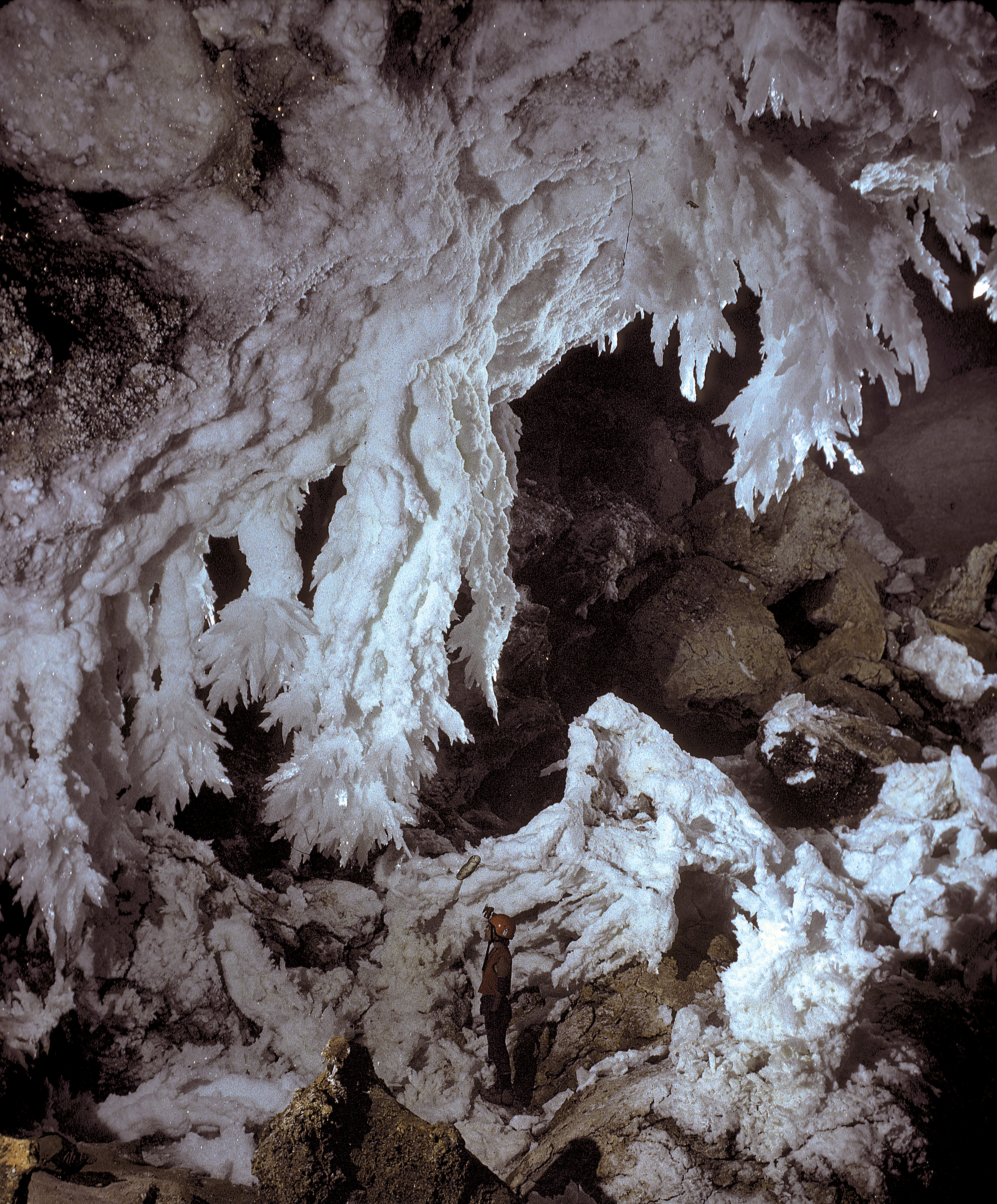
Concrétions de Chandelier Ballroom.
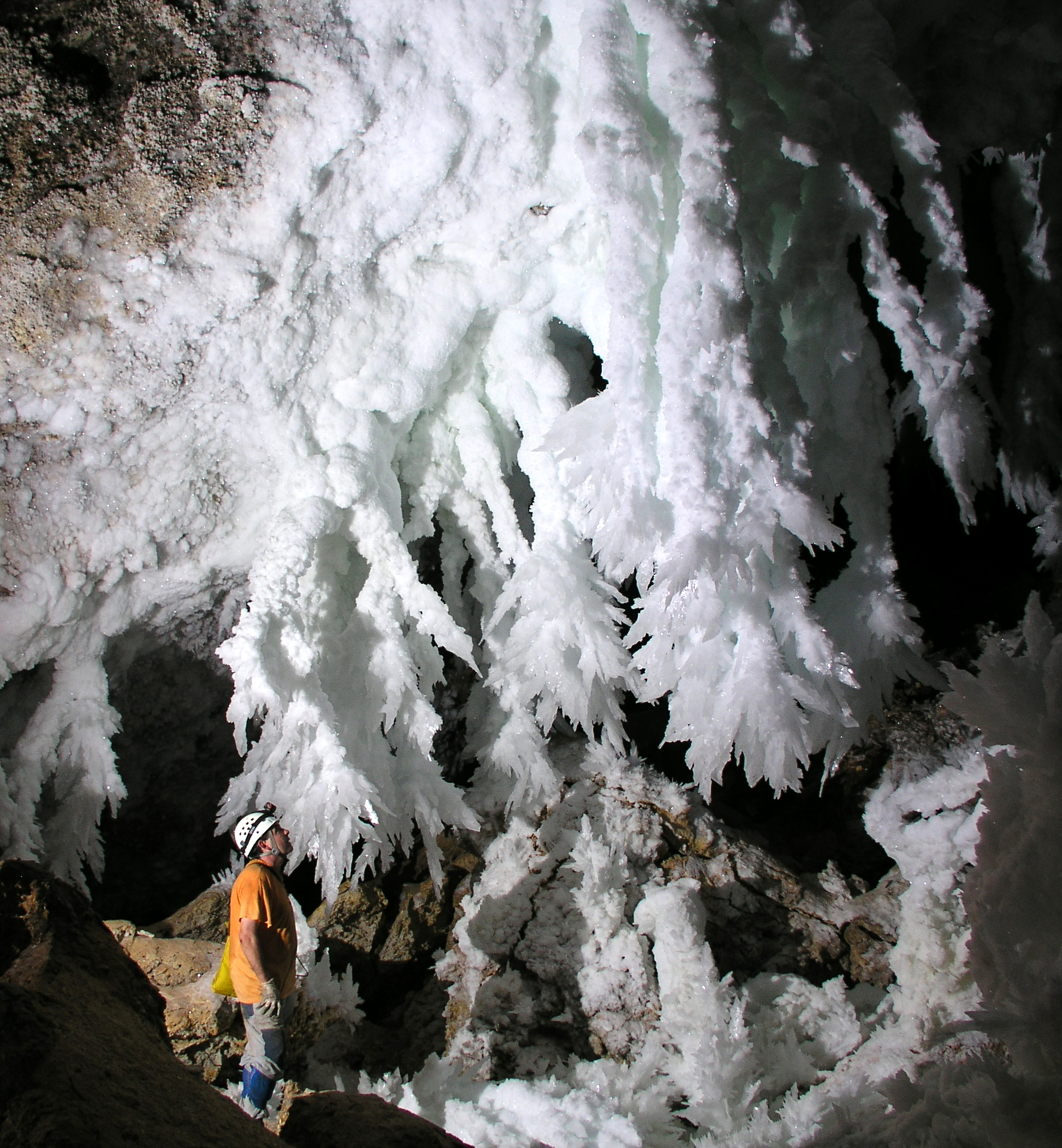
Concrétions de gypse de Chandelier Ballroom.
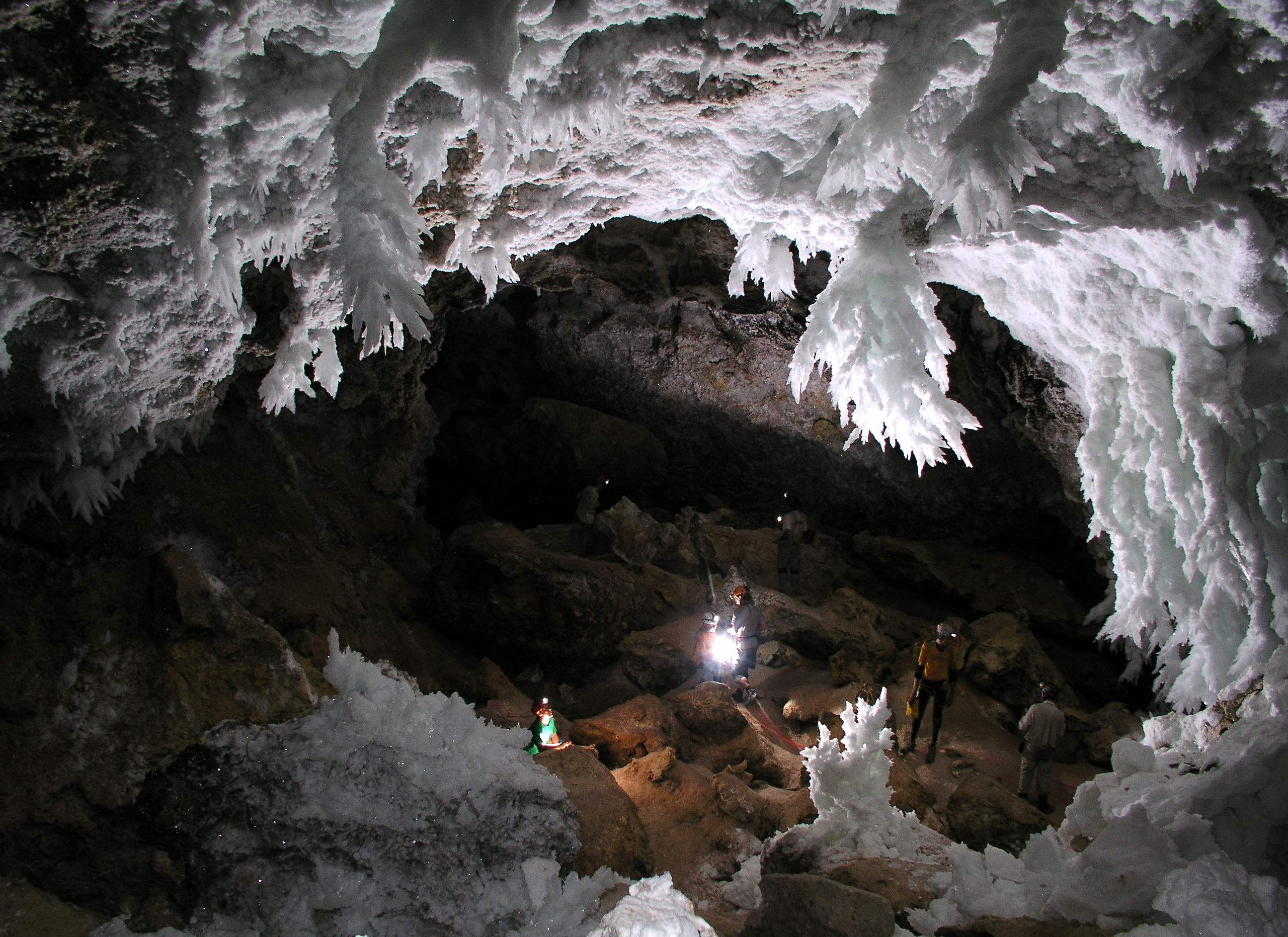
Vue du site de Chandelier Ballroom.
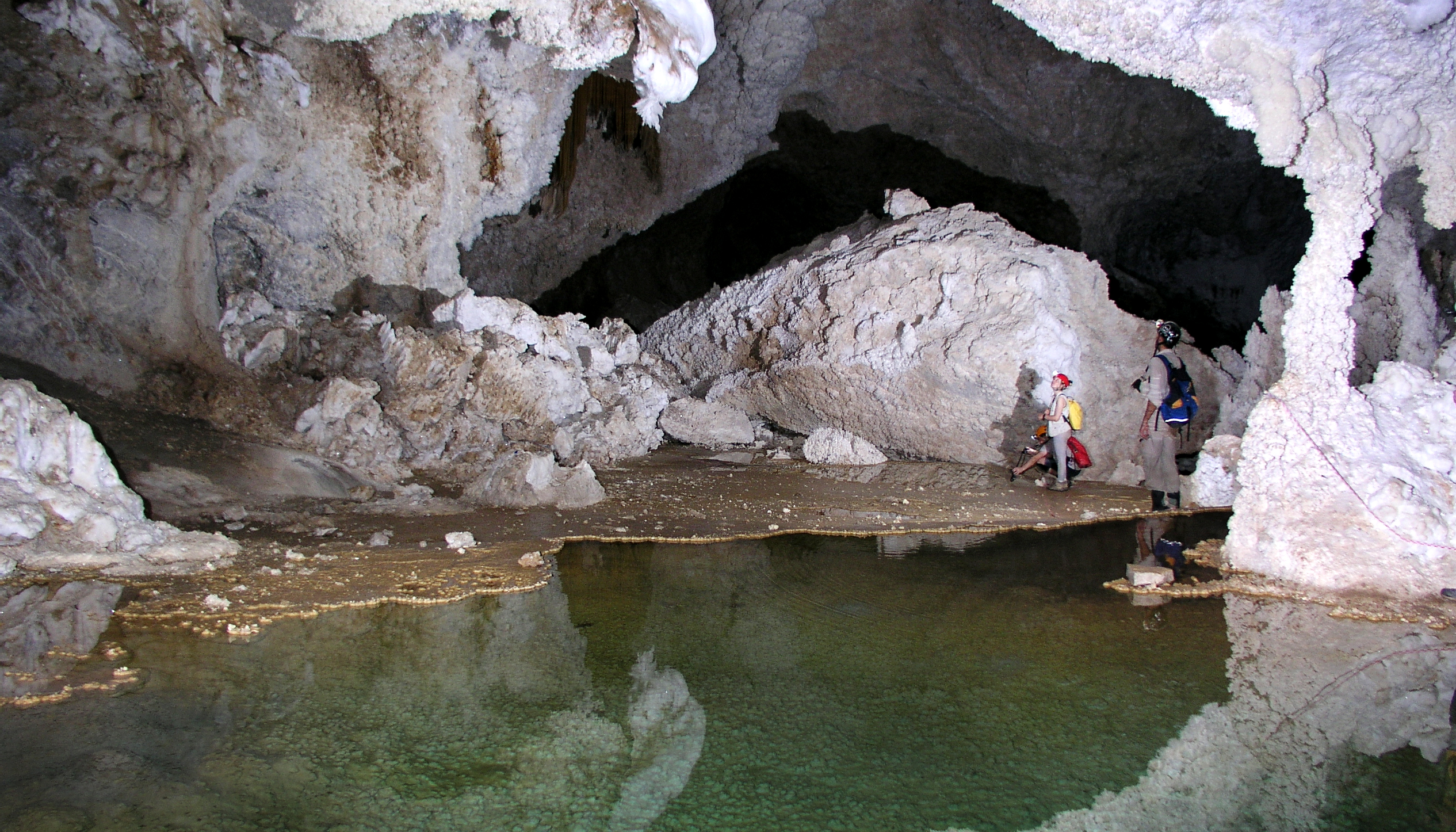
Le lac Lebarge.

### Extérieur
L'extérieur des grottes se compose de prairies arides et de terres désertiques. Celles-ci peuvent être appréciées depuis une route touristique d'une quinzaine de kilomètres, la Walnut Canyon Desert Drive.
On trouve aussi dans les limites du parc national quelques forêts et zones humides, comme celle formée autour de Rattlesnake Springs, ainsi que quelques formations rocheuses intéressantes (Red Canyon...). On relève également des abris sous roche amérindiens tels que l'Indian Rock Shelter. Quelque 55 espèces de reptiles et d'amphibiens sont recensées dans le parc, dont des lézards et tortues. 67 espèces de mammifères vivent dans le parc, comme l'ours noir (réintroduit), le puma, le pécari à collier, ou encore l'antilope pronghorn. Près de 300 espèces d'oiseaux y vivent ou y séjournent, parmi lesquels le pygargue à tête blanche, l'ibis, la grue ou le faucon.

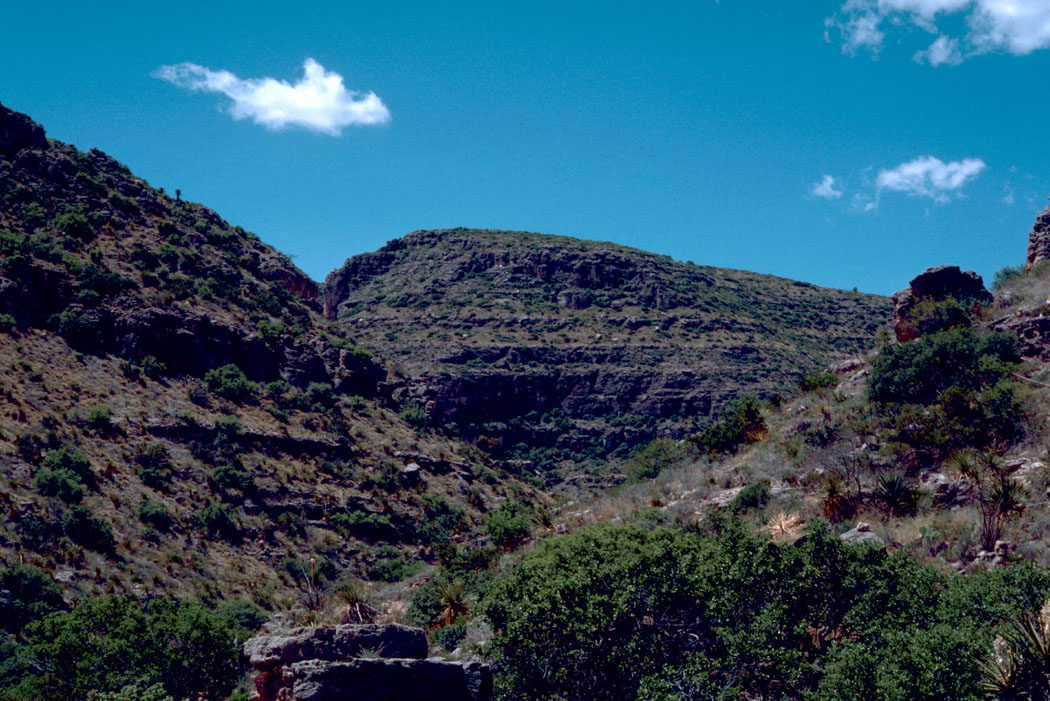
Canyon de Rattlesnake.
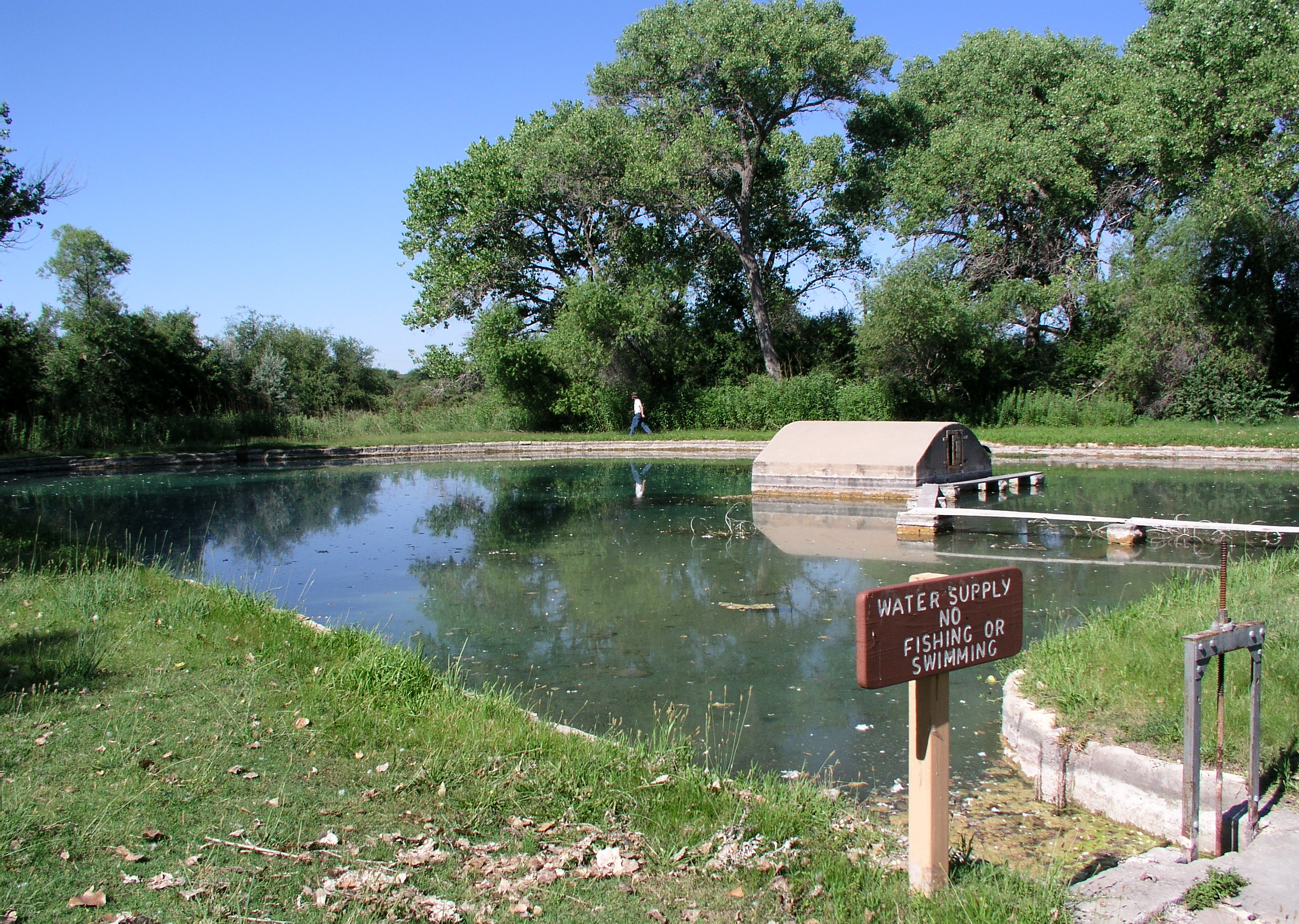
Sources de Rattlesnake.
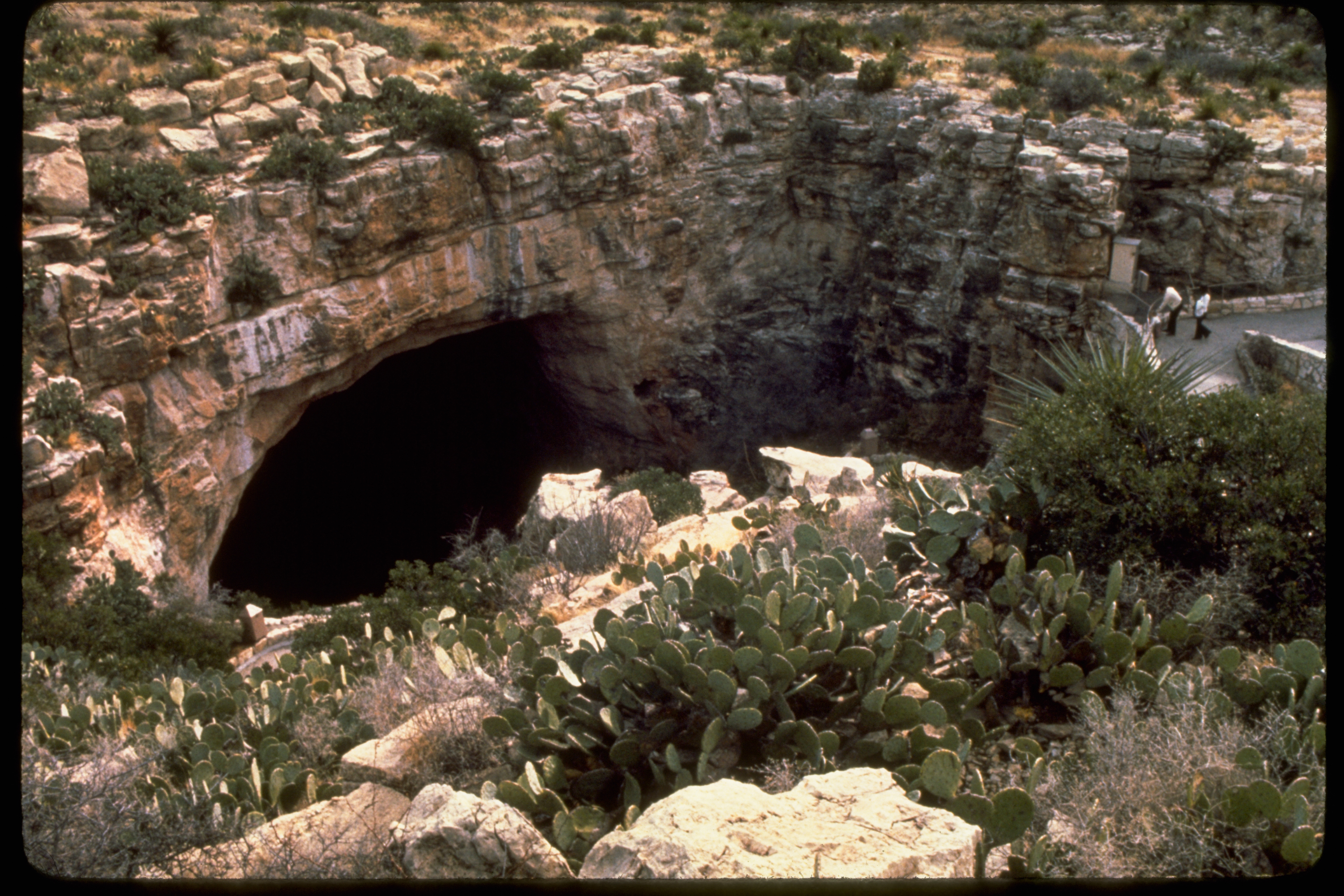
Entrée de la grotte touristique de Carlsbad.
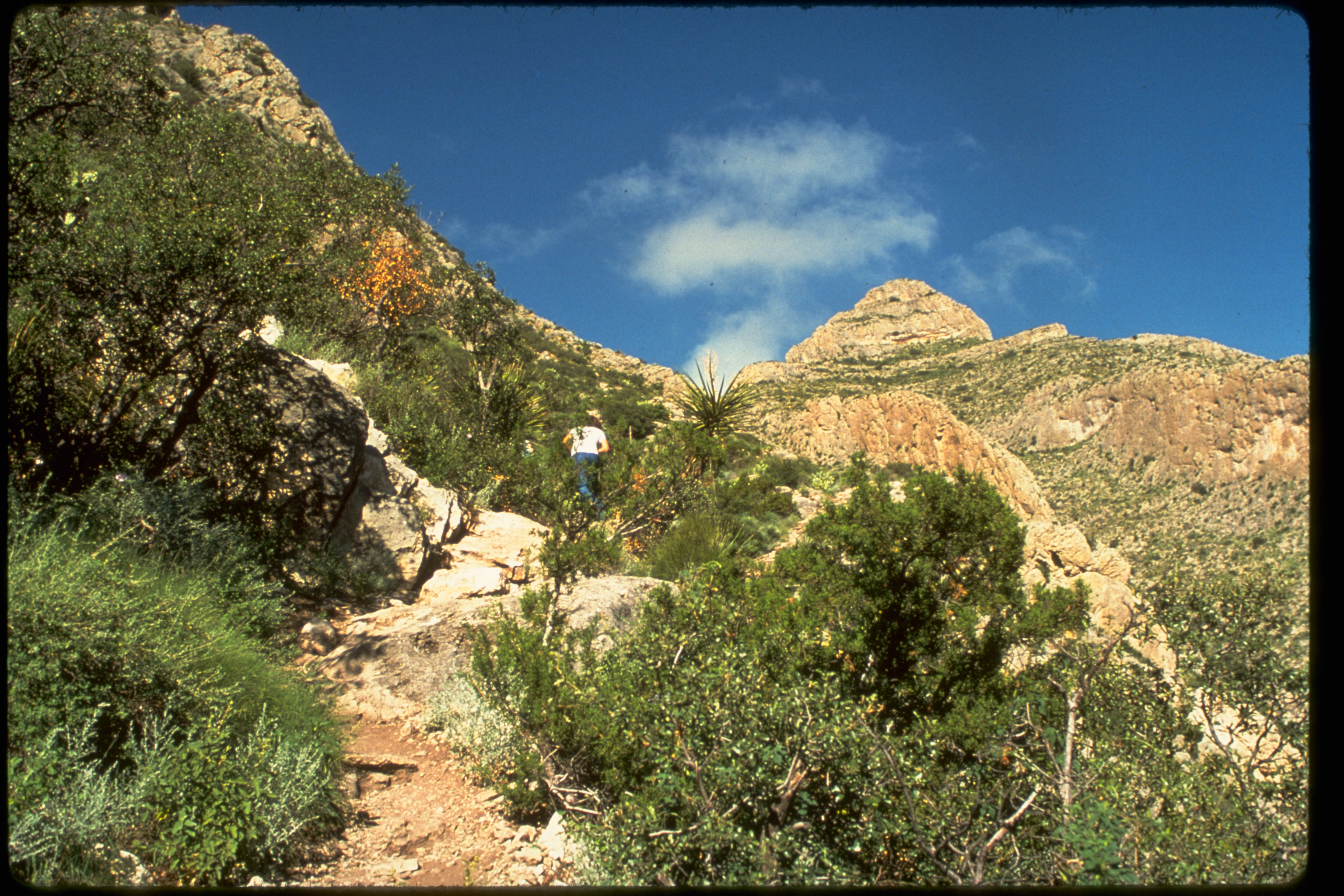
Paysage du parc.
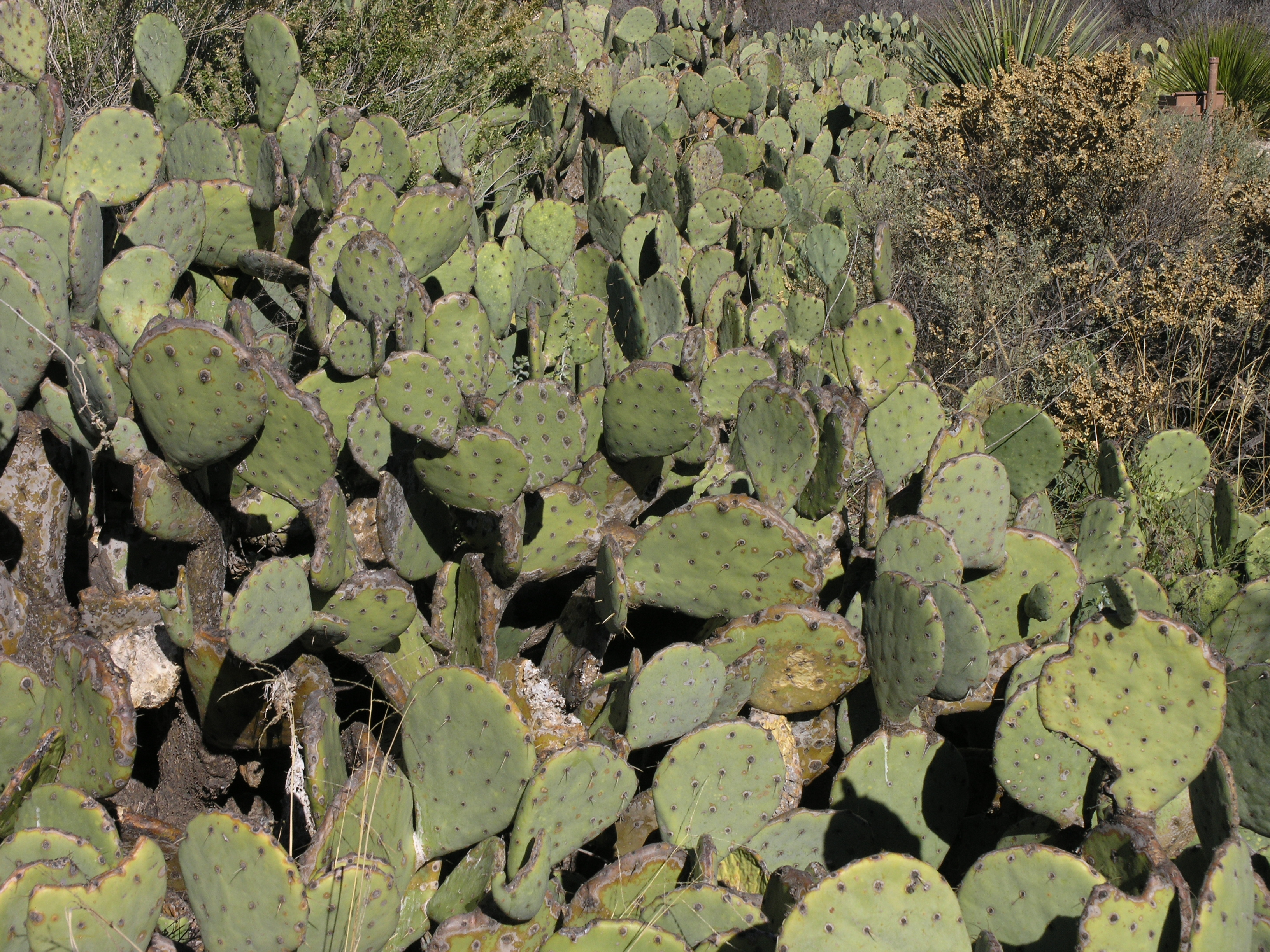
Cactus.

## Dans la culture

### Cinéma
Les grottes ont servi comme base photographique pour les films The Night the World Exploded (1957) et  Voyage au centre de la Terre (1959).

### Jeu vidéo
Dans la série Myst, le peuple des D'ni a bâti une immense cité dans une vaste grotte de ce site.

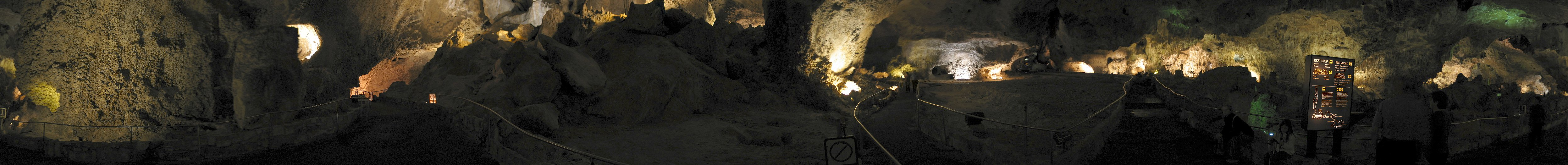
Vue panoramique de la grotte de Carlsbad.